# 錦の御旗

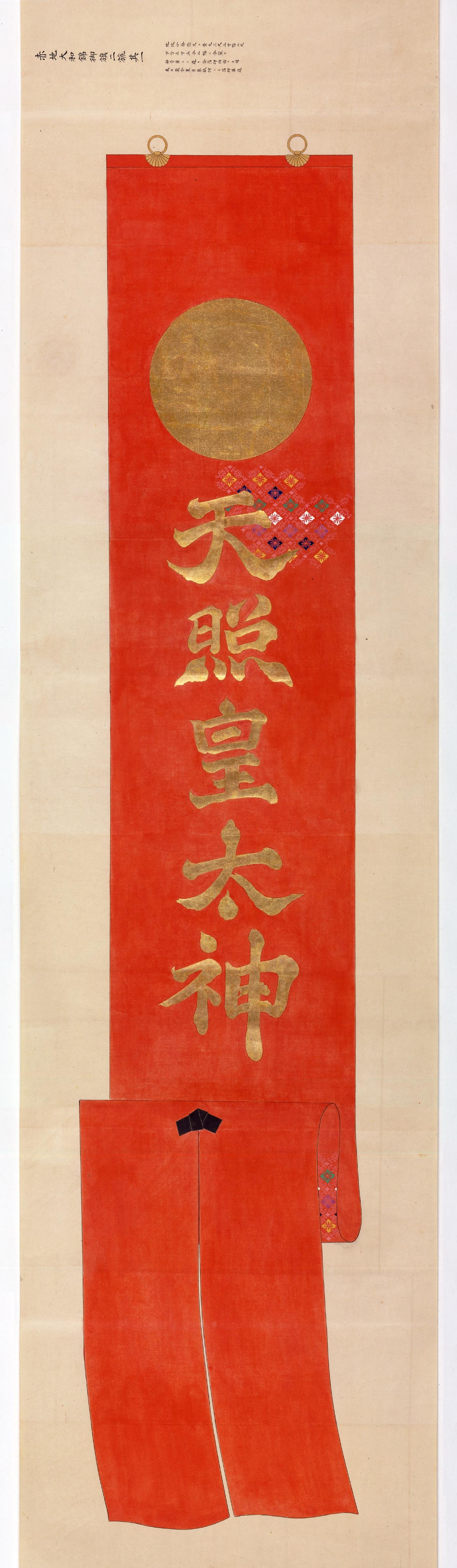
浮田可成・画、錦旗（赤地大和錦御旗）。日像と神号が書かれている。

錦の御旗（にしきのみはた）は、天皇（朝廷）の軍（官軍）の旗。略称錦旗（きんき）、別名菊章旗、日月旗。赤地の錦に、金色の日像・銀色の月像を刺繍したり、描いたりした旗（この日之御旗と月之御旗は二つ一組）。「朝敵」討伐者の旗。承久の乱（1221年〈承久3年〉）に際し、後鳥羽上皇が配下の将に与えた物が、日本史上の錦旗の初見とされる。

## 中世における錦の御旗
官軍を象徴する旗に関しては初めから定まった形があったわけではない。源頼朝の奥州合戦では「伊勢大神宮」「八幡大菩薩」の神号と鳩の意匠が入ったもの（『吾妻鏡』より）が用いられ、後醍醐天皇が笠置山に立て籠もった際には日輪と月輪の意匠が入ったもの（『太平記』より）が、室町幕府初期には「伊勢大神宮」「八幡大菩薩」の神号と日輪の意匠が入ったもの（『梅松論』より）が用いられたと伝えられている。後に室町幕府では日輪と「天照皇太神」と入った錦の御旗と足利氏の家紋である二つ引両と「八幡大菩薩」と入った武家御旗（幕府の旗）の2種類が用いられた。
錦の御旗を用いるには天皇の治罰綸旨が下されることが必要とされていたが、実際の御旗は綸旨を受けた側（この場合には室町幕府）が自分で用意する必要があった。このため、錦の御旗の大きさや旗竿の長さなどは武家御旗のそれとともに武家の故実に属していた。また、錦の御旗を掲げる事が出来る大将は足利氏を名乗れる将軍の一族、武家御旗を掲げる事が出来る大将は足利氏の一門に限定されていた。

## 戊辰戦争と錦の御旗
1868年（慶応4年）正月、鳥羽・伏見の戦いにおいて、薩摩藩の本営であった東寺に錦旗が掲げられた。この錦旗は、慶応3年10月6日に薩摩藩の大久保利通と長州藩の品川弥二郎が、愛宕郡岩倉村にある中御門経之の別邸で岩倉具視に委嘱された物であった。岩倉の腹心玉松操のデザインを元に、大久保が京都市中で妾のおゆうを通じて西陣で織らせて大和錦と紅白の緞子を調達し、半分を京都薩摩藩邸で製造した。もう半分は品川が材料を長州に持ち帰って錦旗に仕立てあげた。
その後、鳥羽・伏見の戦いが始まると、朝廷は征討大将軍・仁和寺宮嘉彰親王に錦旗と節刀を与えた。
新政府（官軍）の証である錦旗の存在は士気を大いに鼓舞すると共に、賊軍の立場とされてしまった旧幕府側に非常に大きな打撃を与えた。当時土佐藩士として戦いに参加し、のちに宮内大臣や内閣書記官長などを歴任した田中光顕は、錦の御旗を知らしめただけで前線の旧幕府兵達が「このままでは朝敵になってしまう」と青ざめて退却する場面を目撃している。当時の武士たちが朝敵を恐れた背景としては、源氏物語で有名な紫式部と藤原道長の妻の詩のやり取りにもある通り、菊に被せた真綿（絹製）の効能は永遠の若さの効能をもつとされる話がまだそれなりに信用を得ていた時代だったためとも解釈できる。
戊辰戦争に使用された錦旗及び軍旗類は、明治維新後は陸軍省の遊就館（靖國神社）や宮内省図書寮に保存された。1888年（明治21年）日本政府の依頼で、長州藩出身の絵師、浮田可成（うきたかせい）により、17種34枚の絵図にされ、『戊辰所用錦旗及軍旗真図』（ぼしんしょようきんきおよびぐんきしんず）4巻にまとめられた。
錦旗の製作経緯は品川弥二郎が岩倉具視の秘書を務めた山本復一（またかず）に宛てた書簡の内容から知られていたが、京都府立京都学・歴彩館に寄託された資料の中から書簡の原本が発見され、2023年12月に京都市在住の京都史家が確認した。書簡は岩倉の伝記を編纂していた山本が錦旗の製作経緯を尋ね、品川が文章にて答えたもので、1889年（明治22年）のものと見られている。また、書簡には錦旗に使用したとする赤い布地も添えられている。

## 錦旗紛失事件
神戸事件の影響を受けて、1868年（慶応4年）1月14日に土佐藩士の本山茂任が土佐藩へ運ぶ途中の「錦の御旗」をフランス兵に奪われるという「錦旗紛失事件」が起きたが、のち返還されている。

## 錦旗革命事件
大川周明は、共産主義革命に対抗して天皇を頂点とする「錦旗革命（きんきかくめい）」を起こして、日本を正しい方向に導くべきだと唱えた。このため、大川自身も計画に参加した陸軍将校によるクーデター計画・十月事件を「錦旗革命事件」とも称する。

## 転用
「錦の御旗」という言葉は、その意味合いから転用され、現在では「自身の主張の正当性を示すもの」を指す意味でも用いられる。

## 宮さん宮さん
日本で初めての軍歌・行進曲ともいわれる歌謡『宮さん宮さん』（1868年）に「錦の御旗」が歌われている。１番の歌詞は次の通り。品川弥二郎作詞、大村益次郎作曲とされているが確証はないとのこと（「宮さん宮さん」、「山本金木」参照）。
宮さん宮さんお馬の前に

ヒラヒラするのは何じやいな

トコトンヤレ、トンヤレナ

あれは朝敵征伐せよとの

錦の御旗じや知らないか

トコトンヤレ、トンヤレナ

## 西洋化
1870年10月27日（明治3年10月3日）、「海軍御旗国旗及諸旗章ヲ示シ各省府藩県ヲシテ之ニ擬似スル者ヲ止ム（明治3年10月3日太政官布告第651号）」により、海軍用の御旗が表を錦布金日章、裏を錦布銀月章として定められた。これは現在の天皇旗にあたり、縦長だった錦の御旗を西洋式の旗（矩形）にしたものである。制定から約5年後の1875年には菊花紋章の天皇旗に改定された。